# Bureau des modifications météorologiques de Pékin
Le Bureau des modifications météorologiques de Pékin (en chinois : 北京市人工影响天气办公室 ; pinyin : Běijīngshì Réngōng Yíngxiăng Tiānqì Bàngōngshì) est une division du Bureau météorologique de Pékin chargée de tenter de modifier le temps à Pékin et sa région, y compris au Hebei et en Mongolie-Intérieure.
Cette division s'inscrit dans le système de techniques de modification du temps national de l’Agence météorologique chinoise, qui emploie 37 000 personnes en Chine afin d'ensemencer les nuages en tirant des fusées ou des obus remplis d'iodure d'argent,.
Le bureau a ouvert ses portes en 1973.
En 2017, la Chine a approuvé un programme coutant 168 millions de dollars pour contrôler la météorologie sur son territoire.

## Buts
Le travail du Bureau est dirigé, en grande partie, vers la prévention des averses de grêle ou vers la création de pluie afin de faire cesser des sécheresses. Selon le Bureau, il aurait également provoqué des précipitations pour combattre des incendies ou limiter les effets de tempêtes de sable, ou créé de la neige au nouvel an 1997. Parmi les éventuels buts futurs, on peut citer la création de pluie pour faire baisser les températures en été, afin de réduire la consommation d'électricité.
De façon plus voyante, le Bureau des modifications météorologiques de Pékin a été chargé par le gouvernement chinois d'éliminer la pluie lors des Jeux olympiques d'été de 2008, en brisant les nuages se dirigeant vers la capitale et en les forçant à pleuvoir sur les régions avoisinantes. Le Bureau prétend également avoir créé une tempête de neige en novembre 2009,.

## Résultats
Selon Zhang Qiang, chef du Bureau, ces techniques ont accru les précipitations de 10 % sur Pékin en 2004 ; selon l'administration chinoise, à l'échelle du pays, des efforts similaires auraient produit 210 km3 de pluie en plus entre 1995 et 2003.